# Ranieri Bottacci
Ranieri Bottacci (Pisa, XII secolo – Pisa, 1170) è stato un politico e diplomatico italiano, ammiraglio della flotta pisana che ricoprì importanti cariche pubbliche.

## Biografia
Nato in un'importante famiglia pisana, Ranieri Bottacci fu console di Pisa nel 1137, nel 1146, nel 1153 e nel 1161. Come diplomatico, fu inviato nel 1153 al Cairo in Egitto, in qualità di ambasciatore presso la corte del califfo al-Zafir.
Nel 1161, fu inviato, con Cocco Griffi e due galee, come plenipotenziario presso l'imperatore bizantino Manuele I Comneno, per curare gli interessi della colonia pisana di Costantinopoli.